# Drop (film)
Drop is een Amerikaanse thriller uit 2025, geregisseerd door Christopher Landon. De hoofdrollen worden vertolkt door Meghann Fahy en Brandon Sklenar.

## Verhaal
Violet is al een aantal jaren een weduwe en gaat uiteindelijk op een eerste date met Henry wanneer ze geterroriseerd wordt door een reeks anonieme berichten op haar telefoon. De beller instrueert haar om het niemand te vertellen en steeds kwaadaardiger instructies op te volgen, anders worden haar jongere zus Jen en haar zoon Toby vermoord.

## Rolverdeling
| Acteur                | Personage |
| --------------------- | --------- |
| Meghann Fahy          | Violet    |
| Brandon Sklenar       | Henry     |
| Violett Beane         | Jen       |
| Jacob Robinson        | Toby      |
| Reed Diamond          | Richard   |
| Gabrielle Ryan Spring | Cara      |

## Productie
In februari 2024 werd aangekondigd dat Drop in ontwikkeling was, met Christopher Landon als regisseur nadat hij Scream 7 had verlaten. Jillian Jacobs en Chris Roach zouden het scenario schrijven en Meghann Fahy zou de hoofdrol spelen.
De titel van de film verwijst naar de AirDrop-functie op de iPhone van Apple, waarmee men foto's en video's kan delen met andere telefoons in de buurt.

## Release en ontvangst
Drop ging op 9 maart 2025 in première op het South by Southwest-festival. De film kreeg overwegend positieve kritieken van de filmcritici, met een score van 83% op Rotten Tomatoes, gebaseerd op 145 beoordelingen.

### Kassaopbrengsten
Drop ging op 11 april 2025 in de Amerikaanse bioscopen in première naast The Amateur, Warfare en The King of Kings met de verwachting van een bruto-opbrengst in het openingsweekend van 6 à 8 miljoen Amerikaanse dollars in 3085 bioscopen. De film bracht uiteindelijk 7,5 miljoen dollar op in zijn openingsweekend en eindigde daarmee op de vijfde plaats aan de kassa. Op 13 april 2025 had de film, samen met de opbrengst van 2,5 miljoen dollar in de andere gebieden, een totale opbrengst van 10 miljoen dollar.